# Otočna siva lisica
Otočna siva lisica (Urocyon littoralis), jedna od dvije ili tri vrste lisica u rodu Urocyon. Jedino su joj stanište otoci Channel Islands pred kalifornijskom obalom. Na svakom od šest glavnih otoka (ima ih osam) zbog geografske izoliranosti razvilo se šest posebnih podvrsta.

## Podvrste
- Urocyon littoralis littoralis na otoku San Miguel Island,
- Urocyon littoralis santarosae na otoku Santa Rosa Island,
- Urocyon littoralis santacruzae na otoku Santa Cruz Island,
- Urocyon littoralis dickeyi na otoku San Nicolas Island,
- Urocyon littoralis catalinae na otoku Santa Catalina,
- Urocyon littoralis clementae na otoku San Clemente Island.

Po nekim pokazateljima sjeverne podvrste na otocima Santa Cruz, Santa Rosa i San Miguel su starije od podvrsta na južnim otocima San Clemente, San Nicolas i Santa Catalina. Na otocima ove podvrste lisica danas su ugrožene od bolesti koje su donesli kućni ljubimci, a njihov prirodni neprijatelj je suri orao (Aquila chrysaetos).

## Život lisice
Otočna lisica manja je od sive lisice i najmanja je u Sjevernoj Americi. Živi monogamno u brlozima. Ženka je noseća između 50 i 63 dana, rađa jedno do pet štenaca, obično dva do tri. Seksualnu zrelost postiže za deset mjeseci a životni vijek u divljini im je 4 do 6 godina; 8 do 10 u zatočeništvu.
U divljini se hrani manjim sisavcima, pticama, jajima, rakovima, gušterima, pa i kukcima i voćem. Svoj teritorij obilježava urinom i fekalijama
- krzno sive (lijevo) i otočne lisice (desno)
- Kanalski otoci